# وا (ثقافة يابانية)
وا (باليابانية 和 ) هو مفهوم ياباني يعني الانسجام المجتمعي والتناغم والتجانس بين الأفراد. يعتبر وا جزءًا لا يتجزأ من القيم الأسرية التقليدية في اليابان ويساهم إسهامًا كبيرًا في الحفاظ على الوحدة الاجتماعية.

## جذور مفهوم وا
تمتد جذور المفهوم التاريخية إلى اليابان القديمة لأكـثر مـن 1300 عـام، إذ تمّ توثيقه في نصوص السجلات التاريخية مثل نيهون شوكي وكوجيكي ففي هذه النصوص نجد مفهوم وا وقد ارتبط بفكرة العلاقات المنسجمة والمتناغمة بين الناس داخل المجتمع من جهة، وبفكرة انسجام الناس مع حكامهم من جهة أخرى. ونجد كذلك هذا المفهوم بارزًا في أقدم دساتير اليابان الذي أعدّ في القرن السابع الميلادي من قبل الزعيم المعروف شوتوكو تايشي، الذي سجل التاريخ عبارته الشهيرة: 
| وا (ثقافة يابانية) | إن التوافـق الاجتماعي هـو أغـلى القيم بـين النـاس. | وا (ثقافة يابانية) |

. ثم لما دخلت الكونفوشية من الصين إلى اليابان عززت الدعوة والاهتمام بالتناغم والاحترام بين أفراد المجتمع.

## أهمية وا في المجتمع الياباني
تعتبر ثقافة وا من القيم الأساسية في المجتمع الياباني التي تشكل الهوية اليابانية. ففي الوقت الذي تتجه فيه الثقافات الغربية نحو الفردية يبقى وا رمزًا للتضامن والتعاون في المجتمعات اليابانية الأمر الذي يبرز قيمة الانسجام وأهمية المجتمع المتماسك في ثقافة هذا البلد.
يرتكز النظام الأخلاقي الياباني على مبدأ حرص الفرد على تجنب إيذاء وإزعاج الآخرين سواء من خلال الأقوال أو الأفعال، حتى مع أقرب المقربين إليه كالوالدين والأخ والزوج سعيًا لتحقيق مفهوم وا وتحقيق التناغم في العلاقات الاجتماعية.